# Pseudicius tokarensis
Pseudicius tokarensis là một loài nhện trong họ Salticidae.
Loài này thuộc chi Pseudicius. Pseudicius tokarensis được Bohdanowicz & Jerzy Prószyński miêu tả năm 1987.